# Åke Nordström

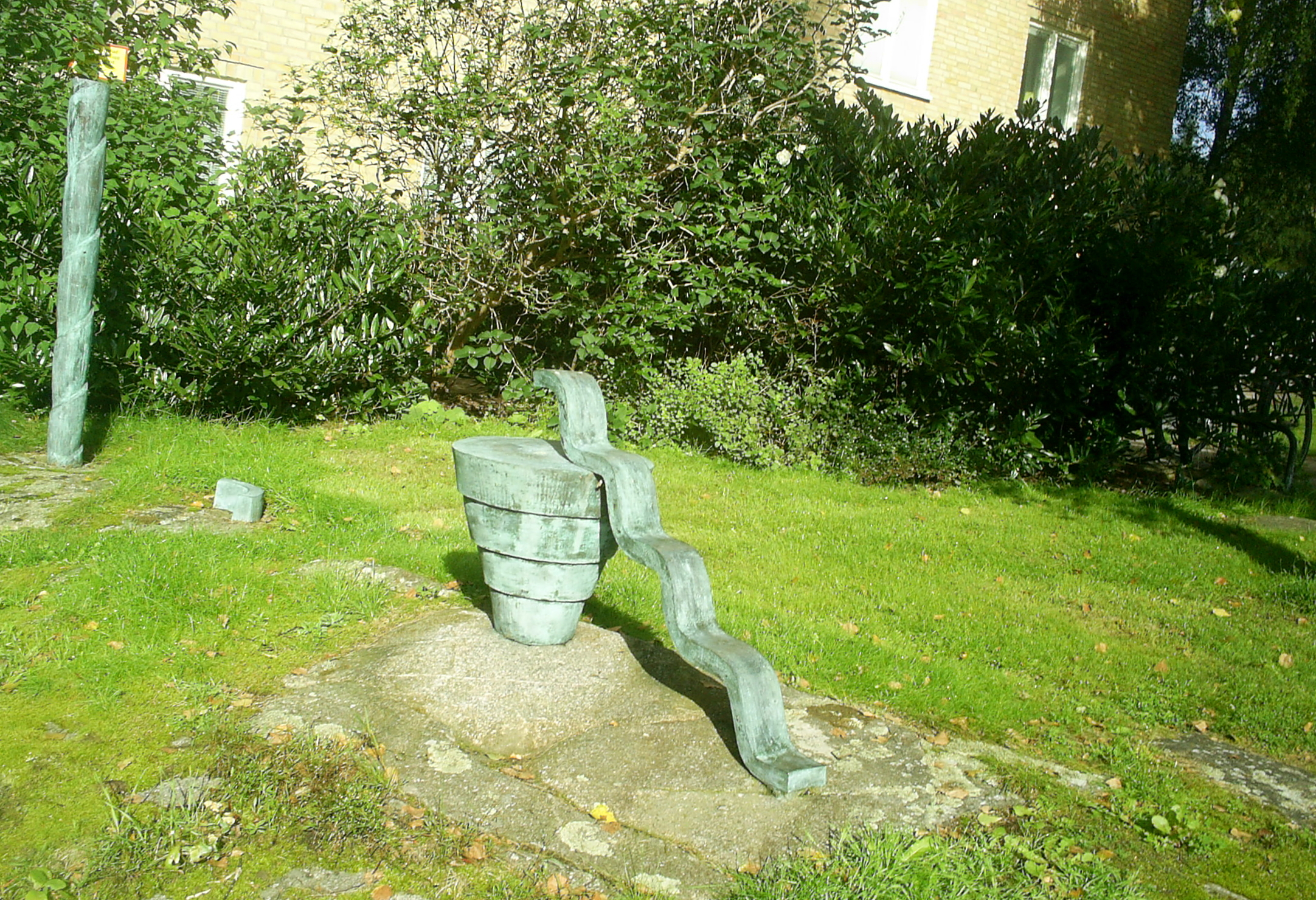
Konstverket Källan vid Doktor Billqvists gata på Guldheden.

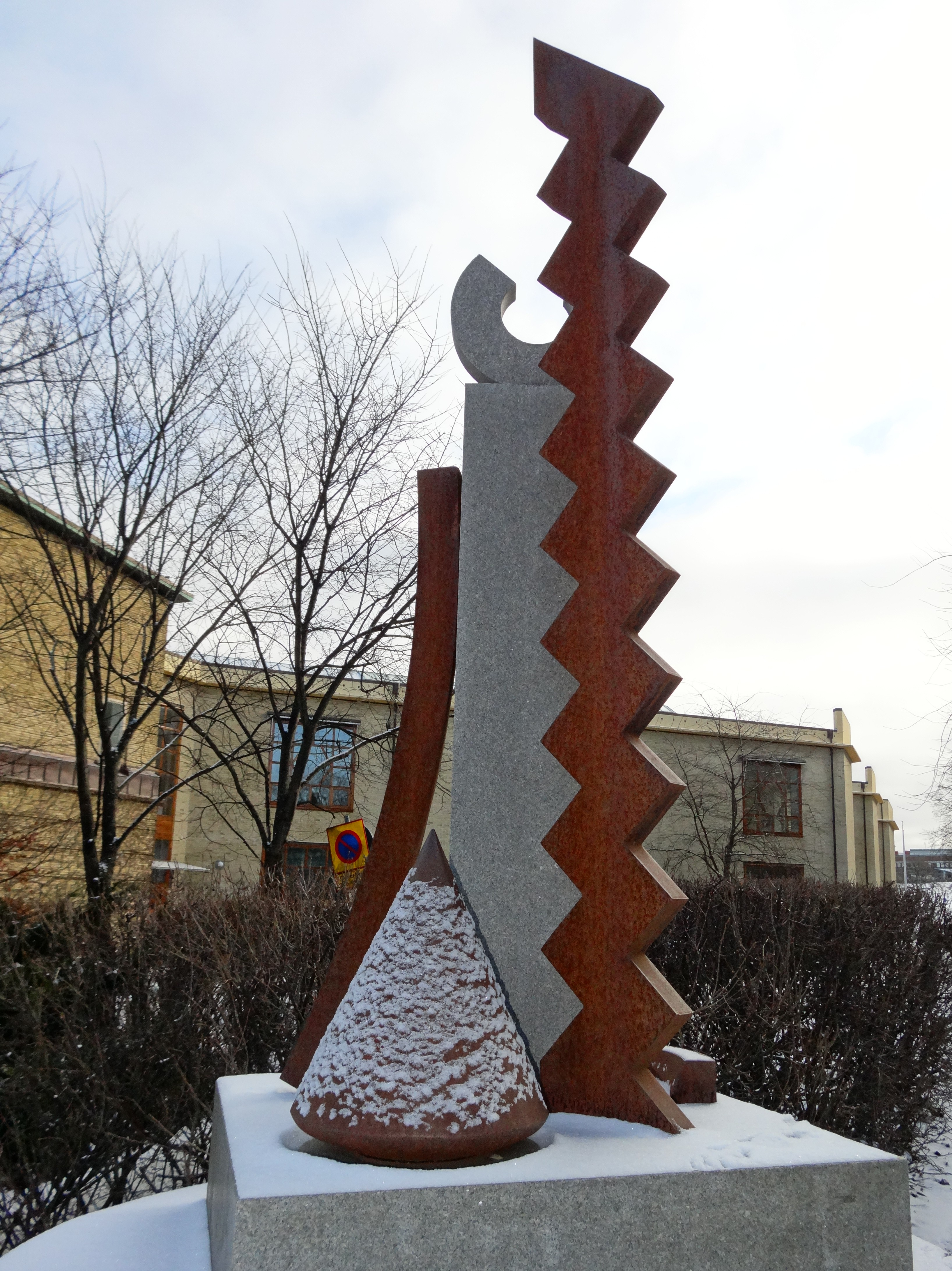
Konstverket Tecken i landskapet vid Fågelsången i Lorensberg.

Åke Nordström, född 1946 i Göteborg, är en svensk skulptör och tecknare.
Nordström utbildade sig vid Valands konstskola i Göteborg och har varit verksam i Göteborg och Paris. Han har varit lärare på Hovedskous konstskola och Göteborgs folkhögskola.

## Utställningar
Nedan listas Nordströms utställningar kronologiskt:
- 1975 – Ung svensk skulptur, Konstakademin, Stockholm
- 1975 – Maneten, Göteborg
- 1980 – Lunds konsthall
- 1981 – Borås Konstmuseum
- 1984 – Galleri 54 Göteborg
- 1985 – 7 skulptörer, Länsmuseet i Linköping
- 1986 – 7 Skulptörer, Åbo, Helsingfors, Jouensou
- 1986 – Tidaholms museum
- 1987 – Galleri Garmer, Göteborg
- 1987 – Skulpturer i parken, Göteborg
- 1988 – Skulpturer på stan, Bergen, Norge
- 1989 – Linköpings konsthall
- 1990 – Liljevalchs, Vårsalongen Stockholm
- 1991 – Galleri Gullmarn, Bohuslän
- 1994–1995 – Skulptur i luftrummet, Landvetters flygplats
- 1995 – Skulptur från gelé till granit, Göteborg
- 1996 – Galleri Konstepidemin, Göteborg
- 1997 – Norden bilder, Kungälv
- 1998 – Galleri Sculptur, Helsingfors, Finland
- 1999 – Skulpturprojekt Röda sten, Göteborg
- 1999 – Bohusgalleriet, Uddevalla
- 2001 – Årstids skulpturer, Göteborg
- 2002 – Öckerö bibliotek
- 2003 – Teckningar, Konstepidemin Göteborg
- 2006 – Vänersborgs Konsthall

## Representation
Nordström har bland annat utsmyckat Ytterby sjukhem, Dalheimers hus, Nya Spårvägshallarna i Göteborg, Polishuset i Mölndal, kvarteret Slottskogsledet i Göteborg, Göteborgs Universitet, Svenshögsskolan i Lund och Trulsegårdsskolan i Torslanda.

## Skulpturer i urval
- 1991 – Tecken i landskapet[1]
- 2003 – Källan[1]